# Sarcocystis
Sarcocystis és un gènere de protozous paràsits intracel·lulars del fílum Apicomplexa. Les diferents espècies d’aquest gènere són causants de la malaltia sarcocitosi, tant en humans com en animals. Concretament, en destaquen S. suihominis i S. hominis.
El contacte dels humans amb Sarcocystis es deu a la ingestió de carn crua i d’aliments o aigua contaminats.
El cicle vital de Sarcocystis és un cicle basat en dos hostes, un hoste intermediari, la presa, i un hoste definitiu, que seria el depredador. Aquest cicle comença amb l’alliberament d'esporoquists al ser ingerits per l’hoste intermediari. A partir d’aquí, aquests esporoquists migren a diferents parts del cos humà, passant per diferents fases i generacions asexuals: merozoïts, metrocists, sarcocists i bradizoïts. Finalment, aquests esporoquists surten del cos a través de la femta.
Respecte la patogènia, els factors de virulència i les característiques de cada generació asexual són diferents segons cada espècie. En humans, les parts més afectades per la infestació són l’intestí, el múscul i el sistema nerviós i la resposta immunitària cel·lular és la resposta que té un paper més important.
Hi ha prevalença de Sarcocystis tant a Àsia, a Europa i a Austràlia. No obstant, destaca la elevada prevalença a Malàisia. De les dues espècies predominants, S. hominis té una prevalença considerablement major que S. suihominis.
Per a prevenir la infestació per Sarcocystis, és important evitar menjar carn crua, així com aliments i aigües contaminades. Un factor que pot ajudar a evitar el contacte amb Sarcocystis, és cuinar la carn durant un temps determinat i una temperatura determinada, així com congelar-la. D’altra banda, per evitar un cicle de reinfecció, és recomanable evitar el contacte de l’aliment amb les femtes d’animals i una bona higiene personal. 
Pel que fa a la simptomatologia, tan sols el 10% dels individus infestats tenen símptomes. És per això, que no hi ha un tractament específic per a la sarcocistosi, administrant-se diferents agents antiparasitaris com el cotrimoxazole en la majoria dels casos. En el cas de presentar símptomes, aquests inicien des de les 3 fins a les 48 hores després de la ingestió. El quadre simptomàtic  principal consta de nàusees, dolor d'estómac i diarrea, arribant a provocar una enteritis necrotitzant segmentaria i altres patologies més severes com la meningoencefalitis, en els casos més greus quan no s’ha administrat el tractament adequat.
El diagnòstic es pot fer a partir de la sarcocistosi intestinal o de la muscular. Pel que fa a la intestinal, es basa en un examen coprològic, on es poden veure els esporoquists i la seva paret a partir de diferents tincions. D’altra banda, per fer un diagnòstic de la sarcocitosi muscular s’han de identificar sarcocists al múscul, ja que una biòpsia és efectiva en pocs casos. Es fa a partir de talls histològics amb tinció d’hematoxilina eosina i l’ús de tècniques com el IFAT i l'ELISA.

## Taxonomia
Sarcocystis es troba dins del regne dels eucariotes, actualment identificats com a protists. Aquest gènere es troba dintre del fílum dels Apicomplexa, on es troba dintre del clade Alveolata on conformarien un clade encara més gran amb altres clades importants com Rhizaria o Heteroconts anomenat SAR.
Concretament, el gènere Sarcocystis es troba dins de la família Sarcocystidae, família caracteritzada per organismes causants de varies malalties en humans i altres animals; la qual comparteix família amb altres gèneres com serien Besnoitia, Cystoisospora, Frenkelia, Hammondia, Hyaloklossia, Neospora, Nephroisospora i Toxoplasma.
Pel que fa al número d’espècies de Sarcocystis, aquest ha anat augmentant al pas dels anys. L’actualització d’aquest grup taxonòmic al 1998 per Odening, va incluir 189 espècies noves. Des de llavors, s’han anat afegint noves espècies al grup taxonòmic Sarcocystis. Tot i així, aquest grup es troba actualment en revisió, ja que en molts casos la identificació d’una espècie en concret es donava per duplicat, ja que s’identificaven com a dues espècies diferents la mateixa en l’hoste intermediari i en l’hoste definitiu.
Actualment la caracterització molecular combinada amb la descripció fenotípica és essencial per a la revisió i la comprensió dels patrons de transmissió entre hostes definitius i intermediaris d’aquest gènere. El gen de referència pel que fa a la identificació de les espècies de Sarcocystis és actualment el citocrom oxidasa 1 (cox1) i, en menys freqüència, la subunitat petita del rRNA (SSU) ja que és més difícil d’alinear que la primera seqüència.

## Cicle vital

### Ruta d'infecció
Les espècies de Sarcocystis són protozous paràsits intracel·lulars que requereixen un cicle de vida basat en dos hostes, un intermediari (presa) i un definitiu (depredador).

#### Hoste intermediari
El cicle de Sarcocystis comença amb l’alliberament d’esporoquists o ooquists. Aquests són ingerits per l’hoste intermediari susceptible (que pot infestar-se pel paràsit), que normalment són vaques i porcs, passant a l’intestí prim. És aquí on les parets dels esporozoïts es trenquen i alliberen quatre esporozoïts mòbils, els quals migren per l’epiteli intestinal i que, eventualment, poden arribar a les cèl·lules endotelials de les arterioles de tot el cos. En les arterioles, 15 o 16 dies després, es produeix la primera de les quatre generacions asexuals, anomenada merogònia, que produirà merozoïts.
Les següents generacions asexuals de merozoïts es desenvolupen en el torrent sanguini després de 27 dies, acabant la quarta i última fase al teixit muscular de l’animal. Els merozoïts d’aquesta generació ingressen a les cèl·lules musculars, on s’arrodoniran per formar metrocists (cèl·lula mare) i iniciar la formació de sarcoquists. Aquests comencen com cossos unicel·lulars i, a través de mitosis, es multipliquen els metrocists, augmentant la mida del sarcocist.
A mesura que els sarcocists maduren, els metrocists petits i arrodonits no infecciosos, donen lloc a cossos infectius en forma de mitja lluna, anomenat-se bradizoïts. Aquest procés tarda dos mesos, però pot variar segons l’espècie animal infectada.

#### Hoste definitiu
Després que els sarcocists són ingerits per un hoste definitiu i susceptible, la paret es trenca mecànicament o bé és digerida al sistema gastrointestinal. Llavors, els bradozoïts esdevenen mòbils i entren a les cèl·lules de la làmina pròpia intestinal.
Cada bradozoït es desenvolupa en una etapa masculina o femenina, arribant així a la fase sexual de Sarcocystis. Els gàmetes femenins s'anomenen macrogàmetes i són similars a un òvul humà, mentre que els gàmetes masculins s'anomenen microgàmetes, amb una morfologia similar als espermatozous.
Després aquests gàmetes es fusionen, dins del citoplasma del macrogàmeta on es produeix un desenvolupament seqüencial (esporogònia) que donarà lloc a un ooquist madur que contindrà dos esporoquists. Aquests esporoquists mesuren aproximadament de 10 a 15 micròmetres amb un cos residual granular discret.
Finalment, aquests ooquists passen al lumen intestinal, sortint així del cos amb la femta.

## Relació hoste-paràsit

### Patogènia
Principalment, pel que fa als factors de virulència, la capacitat de multiplicació i la localització dels merozoïts, ve determinada per cada espècie. Per altra banda, els factors dependents de l’hoste, anomenarem l’estrès, la gestació i l’estat nutricional, els implicats en afavorir la severitat de la infecció.
En el cas d'humans, les infeccions es localitzen a nivell intestinal i/o extraintestinals, sent el múscul i el sistema nerviós els més afectats. També cal esmentar que les lesions que es produeixen en l'organisme dependran del nombre d'esporoquists ingerits, i estarà vinculat a la necrosis del teixit infectat, dany al teixit endotelial i a la tota la cascada d'events paral·lels a aquests.
En general, la resposta cel·lular té més efecte que la resposta humoral pel que fa a la resposta immunitaria. En alguns casos, la infecció per Sarcocystis pot resultar en una immunosupressió durant la infecció primària, provocant que les dos respostes immunitaries, principalment la cel·lular, deixin de reaccionar a antigens que no estiguin relacionats amb la infecció per Sarcocystis.
Durant la fase proliferativa, els esporozoïts que s'havien alliverat a l'intestí prim, penetraran a la mucosa i es multiplicaran de manera asexual dintre de les cèl·lules endotelials. La proliferació del paràsit dintre de les cèl·lules endotelials produeix una sèrie d’accions patògenes. D’una banda, produeix traumatismes. L’acció mecànica que es produeix fruit de la multiplicació del paràsit, provoca una ruptura de les cèl·lules endotelials, produint un augment en la permeabilitat capil·lar, el que afavoreix la sortida de líquids, sang i altres cèl·ules.
D’altra banda, també es pot produir lesió endotelial i increment en la pressió sanguínia. La lesió facilita l’entrada de leucòcits mononuclears i eosinòfils, i l'alliberació de mediadors inflamatoris formarà una zona de infiltració per a les defenses de l’hoste. Per altra banda, la destrucció de les cèl·lules endotelials causa l’obstrucció dels vasos sanguinis i la conseqüent augment de pressió en aquella zona.
Si la fase proliferativa es produeix durant la gestació, la reproducció asexual del paràsit pot arribar a produir-se a la placenta. El resultat de la infecció és l’aparició de zones d’infiltració de leucòcits mononuclears i la posterior necrosis tissular. Les lesions arriben a matar el fetus i, conseqüentment, l’avortament d’aquest.
La fase quística ve caracteritzada per dos tipus principals de lesió. La miosistis eosinofílica i la formació de granulomes. La miosistis eosinofílica es caracteritza per altes concentracions de immunoglobulines E (IgE) conjuntament amb elevat teixit muscular parasitat. En canvi, la formació de granulomes, més freqüent, consisteix en la infiltració de leucòcits mononuclears en zones perifèriques de les zones musculars infectades. L’efecte recau sobre les cèl·lules musculars, on s’observa una degeneració progressiva amb alta presència de neutròfils, macròfags i limfòcits. Progressivament, tot el procés evoluciona cap a la formació de granulomes de cèl·lules gegantes, fibrosis i calsificacions. La localització dels quists en zones del sistema nerviós central produiria les alteracions neurològiques i la conseqüent aparició de la meningoencefalitis.

## Epidemiologia
S’ha estimat que la prevalença de la infestació intestinal de Sarcocystis en humans es troba entre valors de 0,4% i 23,2% a Àsia, entre un 1,11% i 10,4% a Europa i sobre un 0,5% a Austràlia.
D’altra banda, a partir de l’examen post-mortem, s’ha vist que la prevalença de la infestació muscular en humans es troba entre el 0% i el 3,6% en els països occidentals i sobre un 21% a Malàisia. La alta prevalença de Malàisia respecte els països occidentals pot ser a causa de que els primats no humans (PNH) són comuns a Malàisia i és per això que els humans serveixen com a hoste intermediari per a l’espècie de Sarcocystis que es troba en els primats.
A partir d'estudis basats en morfologia i dades moleculars, s'ha vist que la prevalença de l'espècie S. suihominis és escassa en comparació amb la de S. hominis.
Tot i que en la majoria dels estudis es parla duna prevalença relativament alta, es necessiten estudis per confirmar que aquella part de la població esta realment infestada per Sarcocystis. A més, actualment els estudis informen duna prevalença menor en comparació amb estudis més antics. D'altra banda, la diferència entre la alta prevalença observada en els estudis serològics i la corresponent a la detecció directa en els estudis post-mortem pot ser a causa o bé d'una baixa especificitat diagnòstica de serologia o d'un baix diagnòstic de detecció directa. Una altra causa podria ser la persistència d'una resposta serològica un cop acabada la malaltia.

## Prevenció
La prevenció de la sarcocistosi intestinal es dona a terme evitant la ingesta d’aliments contaminats o d’aigua contaminada. És necessari evitar menjar carn crua o congelar aquesta abans d’ingerir-la, ja que s'ha vist que elimina els bradizoïts de Sarcocystis. També s’ha observat que la cuina dels aliments pot arribar a eliminar factors tòxics d’algunes espècies de Sarcocystis.
Tanmateix, Sarcocystis pot ser eliminat quan es cuina a 60 °C durant 20 minuts, 70 °C durant 15 minuts i 100 °C durant 5 minuts o congelada a -4 °C durant 48 hores o a -20 °C durant 24 hores.
Per altra banda, per evitar la sarcocistosi muscular, s'ha d'eliminar o evitar la presència d’esporoquists en aliments o aigües contaminades. L'aigua potable neta redueix l'exposició als esporoquists, mentre que l'aigua amb contacta al sòl és un factor de risc potencial.
Els esporoquists i els oocists moren quan s'escalfen a 60 °C durant 1 minut, 55 °C durant 15 minuts o 50 °C durant una hora, però poden sobreviure a la congelació de la conservació alimentària. Per tant, quan es sospita d'aigua potable contaminada, l'ebullició proporciona l’eliminació del patogen. També s’ha observat que els filtres amb porus prou petits com per retenir els bacteris de l'aigua, també poden fer-ho per als esporoquists de Sarcocystis. Per acabar, s’ha comprovat que la desinfecció química amb clor o altres agents utilitzats per al tractament de l'aigua no és eficaç per matar els esporoquists de Sarcocystis.
En general, es recomana beure aigua embotellada segura d'envasos tancats per a la ingesta d’aigua sense patògens. Per altra banda, els aliments es poden contaminar en molts llocs al llarg de la línia de producció, distribució i preparació. És per això que si hi ha una sospita de contaminació per esporoquists, els aliments s'han de rentar acuradament amb aigua neta i cuinar-los a fons abans d’ingerir-los.
Llavors, es pot considerar la possibilitat d’inspeccionar la carn en cerca de Sarcocystis abans de distribuir-la. Tot i que és possible, és costos i requereix temps, i, a més, requeriria la identificació de l'espècie de Sarcocystis. Per altra banda, la identificació de contaminació per Sarcocystis mitjançant mètodes microscòpics i/o d'anticossos en l’aliment és difícil, excepte si es troben en altes concentracions. A més, aquestes proves no determinarien l'espècie, la qual podria induir a la deducció d’una espècie no infectiva en humans. L’alternativa llavors són les proves moleculars  que podrien determinar l'espècie, però la contaminació on els sarcocists són escassos seria poc pràctic.
Per acabar, per evitar un cicle de infecció i re-infecció dels animals domèstics cap als humans i a la inversa, s’ha d’evitar el contacte de l’aliment amb les femtes de manera directa i indirecta. Per tant, la neteja domèstica, la bona higiene personal i l’aplicació de mesures orientades a evitar la infecció dels hostes intermediaris, és la clau per evitar les infeccions  de Sarcocystis.

## Clínica

### Simptomatologia
El 10% dels individus infestats tenen símptomes associats amb la sarcocistosi. La simptomatologia, en la gran majoria de casos, inicia després de 3 a 48 hores d'haver ingerit carn crua o poc cuinada. Els símptomes comencen amb nàusees, dolor d’estómac i diarrea.
Aquests poden prosseguir si no es tracta la infestació i empitjorar donant símptomes més servers com dispnea, pols accelerat i, en el pitjor dels casos, una enteritis necrotitzant segmentaria que pot acabar amb la mort de l'individu si no rep el tractament adequat.
S'han donat casos que després de 4 setmanes d'infestació no tractada, es poden produir quadres clínics a nivell vascular, provocant una vasculitis greu.
A nivell muscular, es poden donar casos de mialgia sistèmica, miositis, erupcions pruriginoses i s'ha arribat a associar amb malalties reumàtiques després de la infestació amb Sarcocystis.
Per acabar, en els casos més extrems s'han trobat sarcocists a nivell cerebral causant cefalees molt intenses i cuadres clínics similars a patir una meningoencefalitis.

### Diagnòstic
El diagnòstic d'aquesta patologia normalment a través de proves a partir del teixit intestinal i muscular, ja que és on es dona amb més freqüència la simptomatologia i on es poden trobar la presència tant d'ooscists com d'esporoquists.

#### Diagnòstic intestinal
El diagnòstic per a la sarcocistosi intestinal humana es basa en signes clínics i una historia d'haver menjat carn crua o poc cuinada. La finestra del diagnòstic està limitada al temps d'excreció de l'oocist o de l'esporoquist. El període de fase aguda de la malaltia (on hi ha simtomatologia) per a S.hominis i S.suihominis és de 14 a 18 dies i d'11 a 13 dies respectivament.
L'excreció de l'oocist o esporoquist pot durar com a mínim un mes, això implica que el diagnòstic de en fase aguda de la malaltia no es pot fer, ja que els ooscists o esporoquists encara no estan en la femta del pacient, complicant així el diagnòstic de la patologia.
Principalment el diagnòstic es basa només amb un examen coprològic on s'inclouen diferents tècniques com la tècnica de Kato i modificació de Katz, tècnica de formalina i èter i frotis directe. La sensibilitat dels mètodes usats fins ara no es coneix a causa de la manca d'estudis.
En animals, l'infecció normalment es detecta post-mortem fent un raspatllat de la mucosa intestinal.
Els ooquists de S.suihominis mesuren entre 12.3 a 14.6 micres, dels ooquists de S.hominis hi ha menys informació però de mitjana va des de les 20 fins les 23 micres.Per altra banda, si parlem dels esporoquists de S.hominis i de S.suihominis mesuren 9.3 fins a 14.7 i 10.5 a 13.5 micres respectivament.
Tant els ooscists com els esporoquists poden veure's en les mostres fecals dels hostes definitius,la paret dels ooquists pot ser díficil de visualitzar al microscopi si s'obserba en fresc, no obstant l'ús de tincions com la del àcid periodic o tinció de Schiff pot permetre la seva detecció.
Davant la morfologia i les dimensions dels ooquists i esporoquists no s'haurien de confondre amb altres microorganismes com Cryptosporidium,Cyclospora o Cystoisospora. Enacara així existeixen problemes per a detectar Sarcocystis en mostres fecals, ja que com s'ha esmentat abans, el període d'expulsió d'ooquists i esporoquists es molt llarg i moltes vegades es creu que s'analitzen mostres on encara no hi ha presència de Sarcocystis.
Un altre problema afegit, es que Sarcocystis pot pasar desapercebut quan es realitza la tinció de Ziehl-Neelsen (tinció comunament utilizada en parasitologia), ja que aquests no capten be la tinció preparada a base de fucsina i blau de metilè. Així que per un diagnòstic eficaç no s'hauria d'emplear aquesta tinció.
Alhora, per fer un bon diagnòstic, les tècniques basades en l'amplificació i detecció d'ADN sembla que han pres rellevància en el diagnòstic de protozous intestinals, però fins ara no s'ha publicat cap sobre Sarcocystis. Això és degut a una varietat de motius en els que si els mètodes tradicionals no permeten la detecció d'un paràsit determinat, probablement aquest es considerarà estrany i, per tant, l'incentiu per desenvolupar mètodes basats en la detecció de l'ADN pot romandre baix.
Actualment, s'estan investigant encebadors per poder realitzar PCRs per a la detecció de Sarcocystis. No obstant, degut al desconeixement de les seqüències específiques del material genètic de les espècies d'aquest gènere, aquestes proves moleculars poden portar a la detecció errònia d'altres Apicomplexes.

#### Diagnòstic muscular
Es creu que pot haver-hi una sarcocistosi muscular en el moment en què el pacient presenta símptomes compatibles com feblesa episòdica, nòduls subcutanis, dermatomiositis, eosinofília i nivells elevats de creatinina cinasa muscular i especialment si s'ha viatjat a països on la vida silvestre nativa té una alta prevalença en aquesta malaltia.
La identificació de sarcocists en el múscul es considera l'únic criteri de diagnòstic definitiu. No obstant, són pocs els casos on és possible l'obtenció d'una biopsia que contingui sarcocists degut tant a qüestions relacionades amb l'obtenció del consentiment del pacient, com la baixa probabilitat de trobar sarcocists en la mostra analitzada.
La tinció més utilitzada en el diagnòstic muscular es la tinció hematoxilina-eosina, també es pot utilitzar la tinció de PAS la qual dona un resultat positiu. Normalment aquest talls histològics venen acompanyats de cèl·lules inflamatories del sistema immune.
Els mètodes IFAT i ELISA s'utilitzen en el serodiagnòstic de la sarcocistosi muscular, no hi ha hagut informes de reactivitat creuada com per exemple amb Toxoplasma, el que indica que aquests mètodes presenten una alta especificitat. Idealment, els mètodes IFAT i ELISA no haurien de poder detectar la sarcocistosi intestinal i, per tant, classificar-la així com a sarcocistosi muscular. Un problema que presenten aquestes tècniques amb l'ús dels anticossos com a eina de diagnòstic és la falta de diferenciació entre una infestació en etapa primerenca o en una etapa tardía. Això és molt important en humans en relació al desenvolupament i eliminació dels sarcocists.

### Tractament
Fins al moment, no hi ha cap tractament profilàctic específic per a la infecció de Sarcocystis, degut a que normalment la infestació és autolimitada, rarament presentant símptomes i de curta durada.
S'han utilitzat diversos agents antiparasitaris per a la sarcocitosi muscular, concretament per a la miositis simptomàtica.
| Agents antiparasitaris                     |
| ------------------------------------------ |
| Metronidazole                              |
| Cotrimoxazole                              |
| Albendazole (combinat o no amb prednisona) |

A més, també s'han administrat corticoides per reduir les reaccions inflamatòries després de la ruptura del quist. L'albendazol es pot administrar sol o combinat amb la prednisona, un fàrmac corticoesteroidal sintètic, per disminuir els símptomes.
En el cas de la sarcositosi intestinal, no s'ha demostrat cap tractament específic, havent-se tractat amb acetilaspiramicina en alguns casos, sense resultar realment eficaç.
De moment es desconeix si la teràpia immunosupressora per tractar la miositis i la vasculitis podria arribar a permetre un major desenvolupament del paràsit. Tampoc se sap encara si seria efectiu un tractament amb pirimetamina, que és una teràpia activa contra Toxoplasma i altres protozous.